# Liste de communautés intentionnelles
 (février 2020).
Si vous disposez d'ouvrages ou d'articles de référence ou si vous connaissez des sites web de qualité traitant du thème abordé ici, merci de compléter l'article en donnant les références utiles à sa vérifiabilité et en les liant à la section « Notes et références ».
 (février 2020).
La liste de communautés intentionnelles réunit des communautés intentionnelles telles que définies en sociologie.
Ces modèles mettent en avant la vie en communauté, l'utilisation de ressources naturelles, le rapport de l'homme à la voiture ainsi que l'égalité des ressources et des moyens.

## En France

### Familistère de Guise (1859 - 1884)

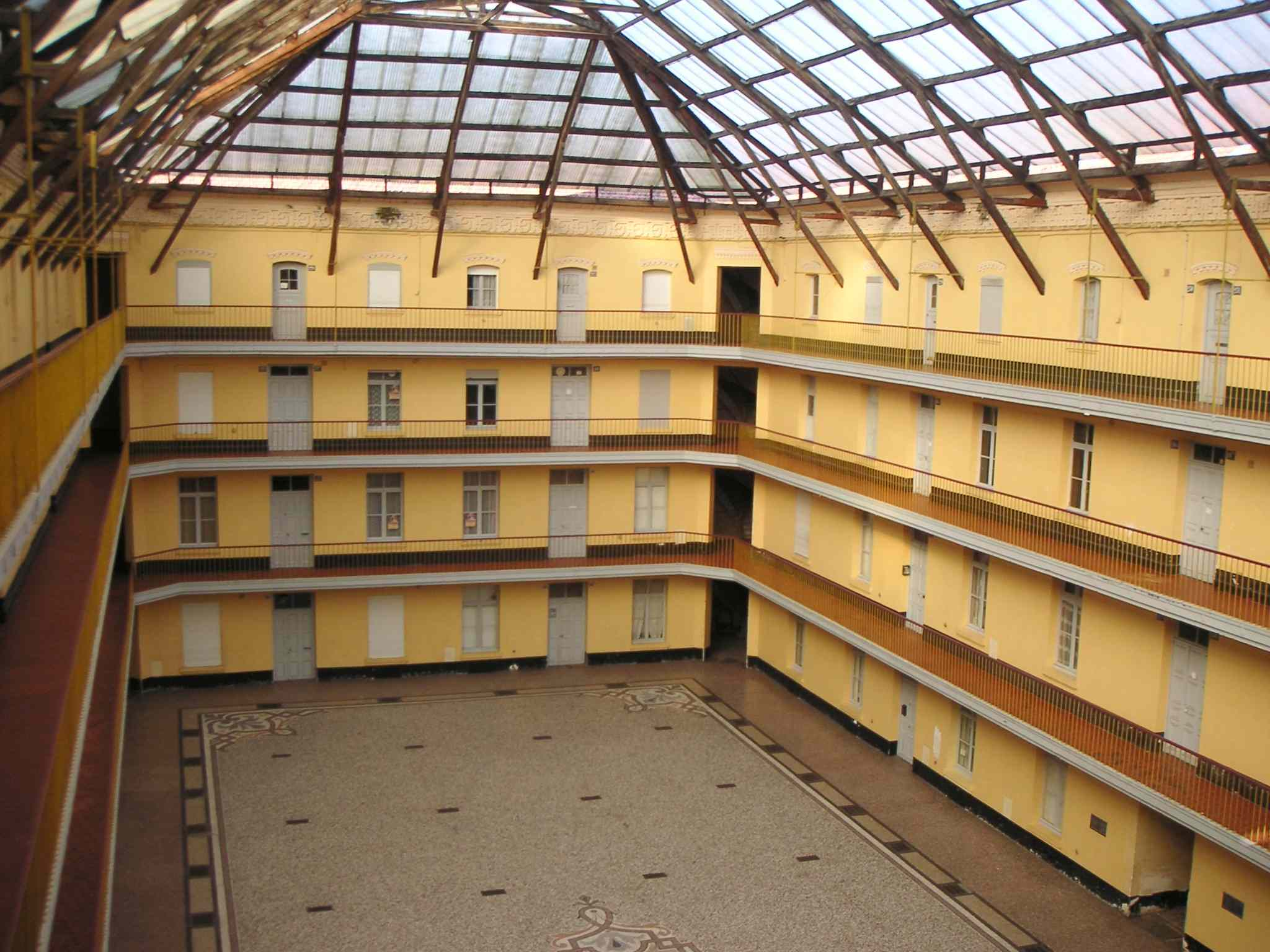
La cour du familistère.

Situé dans les Hauts-de-France, le Familistère de Guise  est créé par Jean-Baptiste André Godin en 1859 pour loger ses ouvriers. Il est organisé autour d'un phalanstère imaginé par Charles Fourier. Il regroupe un ensemble de logements organisés autour d’une cour couverte centrale, lieu de vie communautaire.
Le familistère est une cité ouvrière. Godin y proscrit la maison individuelle et invente ce qu'il appelle le « palais social ». Pour le créateur, l'isolement de la société est inutile et nuisible à la société.
Le familistère permet de créer des « équivalents de richesses », expression désignant l'ensemble des conditions de confort et de salubrité que la bourgeoisie s'offre par l'argent et que les familistériens pourront désormais s'offrir par la coopération.

### Les Akènes, La Ramade (2010-2018)
Situé à Lormont (Gironde), l’écoquartier « les Akènes » a pour but de fédérer, rassembler et être un lieu de rencontre pour ses habitants. Il est créé en réhabilitant une zone à l'abandon et a pour but de rapprocher deux quartiers très différents.- Atelier Bouriette & Vaconsin, Terre-Eco, Tereo. Le quartier tend à faciliter la mixité sociale au sein de la ville et pour cela le quartier « La Ramade » rapproche deux quartiers avec des populations et des générations très différentes : d'un côté des logements sociaux et de l'autre une population majoritairement retraitée. Les logements dans le quartier sont accessibles à la fois à l'achat et à la location pour ainsi attirer plusieurs classes sociales. Le quartier n'a pas de routes mais des voies vertes, qui permettent de circuler avec des moyens plus écologiques. Permettant ainsi des connexions entre les différents lieux qui prônent un urbanisme de proximité.

### Saint-Léger-des-Bois, l’écoquartier du grand moulin (2010-2020)
Situé en Maine-et-Loire, l’écoquartier Saint-Léger-des-Bois est découpé en dix hameaux,. Ses espaces créent une identité spatiale forte.
L'écoquartier va à l'encontre du modèle pavillonnaire classique, et crée une alternative au lotissement autarcique. D'autre part, ce système crée davantage de proximité et de convivialité avec les voisins. Dans le quartier, la voiture est presque invisible. L’organisation est pensée pour générer des zones de rencontres, de promenades ainsi que des espaces pour les enfants. Pour ce faire, l'architecte a prévu un rétrécissement des rues ainsi que l'élimination des routes, ce qui permet un gain de place considérable dans ce quartier. Les logements dans ces hameaux n'ont pas de parking associé ni même de garages, mais chaque hameau a un grand parking à l'entrée.

### L’écoquartier Ginko (2010-2020)

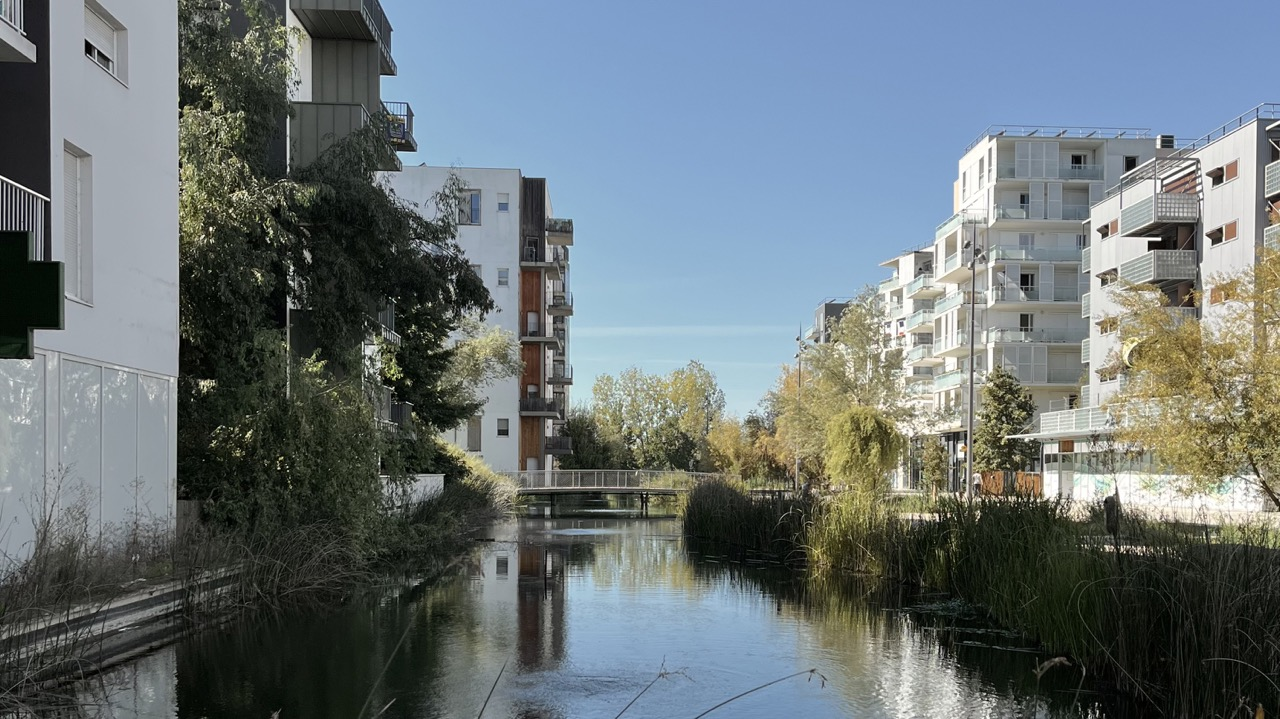
Écoquartier Ginko, Bordeaux : canal de la place Jean Cayrol

Situé à Bordeaux, le quartier Ginko est implanté dans une zone marécageuse qui fut longtemps difficile à aménager. Le quartier est centré autour de la place Jean Cayrol prévue comme un point de réunion central.
Le quartier étant situé dans une zone marécageuse facilement inondable, les bâtiments ont dû être conçus par rapport à cet écosystème particulier. Il est également desservi par le tramway et des pistes cyclables sont prévues pour rejoindre le centre-ville de Bordeaux.

### Tera Écovillage (2014 - 2020)
Situé en Lot et Garonne, le projet Tera est un projet d’expérimentation urbaine. Sa particularité est la présence d'un revenu de base que les habitants du village reçoivent en une monnaie citoyenne locale. La communauté a peu d'habitants, qui contribuent à la hauteur de leurs capacités. La société se veut autosuffisante en énergie et produit ses propres ressources. Ils prônent un mode de vie en harmonie avec la nature et le projet est implanté en zone très rurale.
La monnaie citoyenne locale permet de valoriser la production locale et de relancer l'économie de cette zone rurale. Le but étant de donner l'exemple pour reproduire ce schéma.

### Village de Pourgues (2015)
L'écovillage de Pourgues est une communauté fondée en 2015 sur les principes de l’école de Sudbury (en). D'après ses créateurs, rien n’est obligatoire et chaque individu y fait ses choix, choisit le déroulement de ses journées ainsi que ses responsabilités. La communauté compte dix-sept adultes et huit enfants en mai 2020.
Alex Ferrini a réalisé un film documentaire En Liberté ! Le village démocratique de Pourgues sur cette communauté.
Une des activités économiques est l'accueil et la formation.

### Écoquartier fluvial de l'Île Saint-Denis (2006-2024)
Située à Paris, l'urbanisme de l'île Saint-Denis est un problème depuis plusieurs années en Ile-de-France. Les architectes et urbanistes ont longtemps cherché comment réhabiliter les entrepôts vides qui occupent cet espace. L’objectif est de créer un quartier mixte avec des logements mais aussi des bureaux, des commerces de proximité, des ateliers et équipements.
Des logements sont prévus, mais aussi des espaces publics avec des terrasses, des salles communes, dans la volonté de créer un habitat participatif. L'objectif est de relier le quartier Sud au quartier Nord. Le quartier est implanté sur une ancienne friche industrielle et réhabilite des entrepôts vides. Ce projet renaturalise les bords de Seine, tient compte de l'espace qu'il occupe c'est-à-dire de l'eau qui l'entoure (les inondations et les variations du fleuve), tout en cherchant à préserver les espaces verts au sein du quartier.
Pour éviter de construire un parking sous chaque immeuble et le passage des automobiles s'y rendant, une « centrale de mobilité », c'est-à-dire un parking destiné aux habitants de plusieurs immeubles alentour, a été construite. 
Un bon réseau de transports en commun est également prévu.

## Brésil

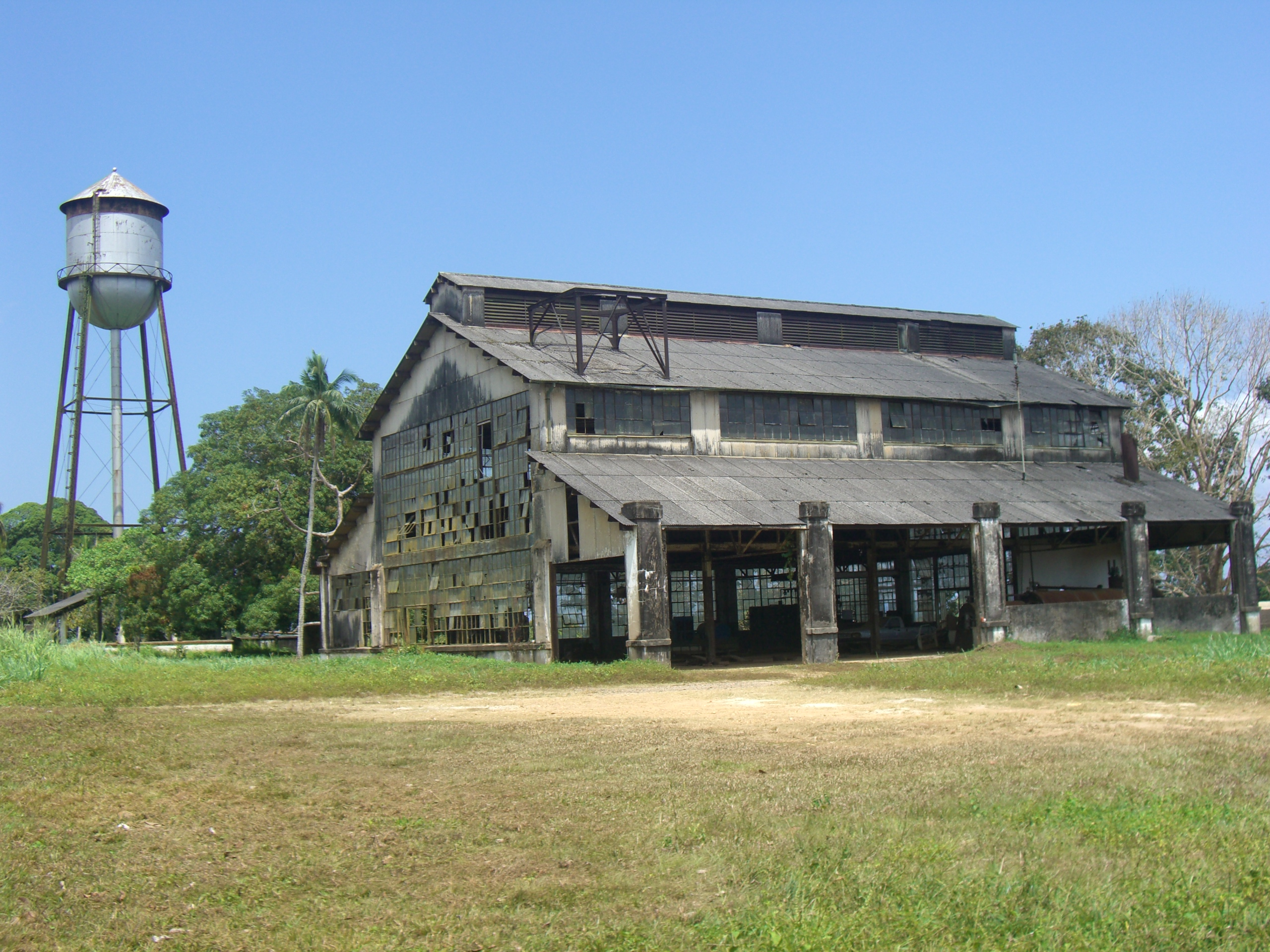
La ville de Fordlândia.

### Fordlândia (1928)
Henry Ford voulait exploiter le caoutchouc naturel. En effet, les arbres (hévéas) de la région de Para au Brésil, donnaient ce caoutchouc. Le but pour ce chef d'entreprise était de trouver une manière de produire du caoutchouc bon marché, qui permettrait de réduire le coût de la production des pneus. Pour cela, il a créé sa ville idéale à Para avec les mêmes valeurs capitalistes qui lui avaient permis de construire son empire Ford: Fordlândia.
Fordlândia est créé pour les ouvriers producteurs de caoutchouc. C'est une sorte de cité ouvrière mais Henry Ford n'a pas tenu compte des valeurs de la population locale brésilienne et cette cité s'effondra. Fordlandia est aujourd'hui une ville fantôme.

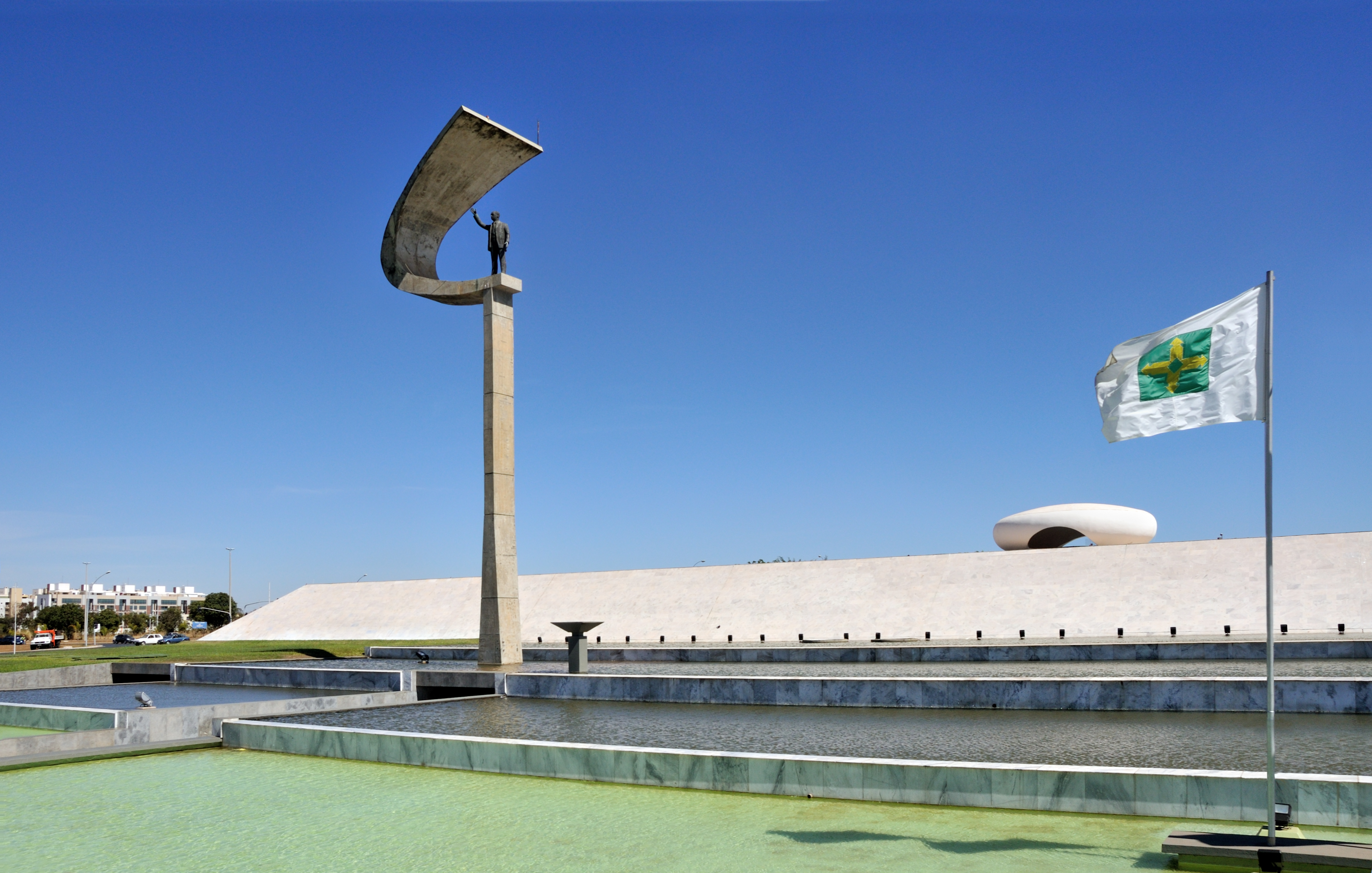
Mémorial Kubitschek, Brasilia.

### Brasilia(1960) - Lucio Costa et Oscar Niemeyer
Le projet de Lucio Costa et Oscar Niemeyer voit le jour dans le but d'attirer le développement économique hors des côtes et vers le centre du pays. Brasilia devait représenter un nouvel ordre social, un projet politique et socialiste basé sur des idées beaucoup plus égalitaires. Cependant, la ville fut construite presque sans transports en commun et avec un cœur économique industriel et est devenue le lieu le plus inégalitaire du Brésil avec à la fois les habitants les plus riches du pays et des bidonvilles.

## États-Unis

### Arcosanti (fin des années 1960, Arizona) - Paolo Soleri

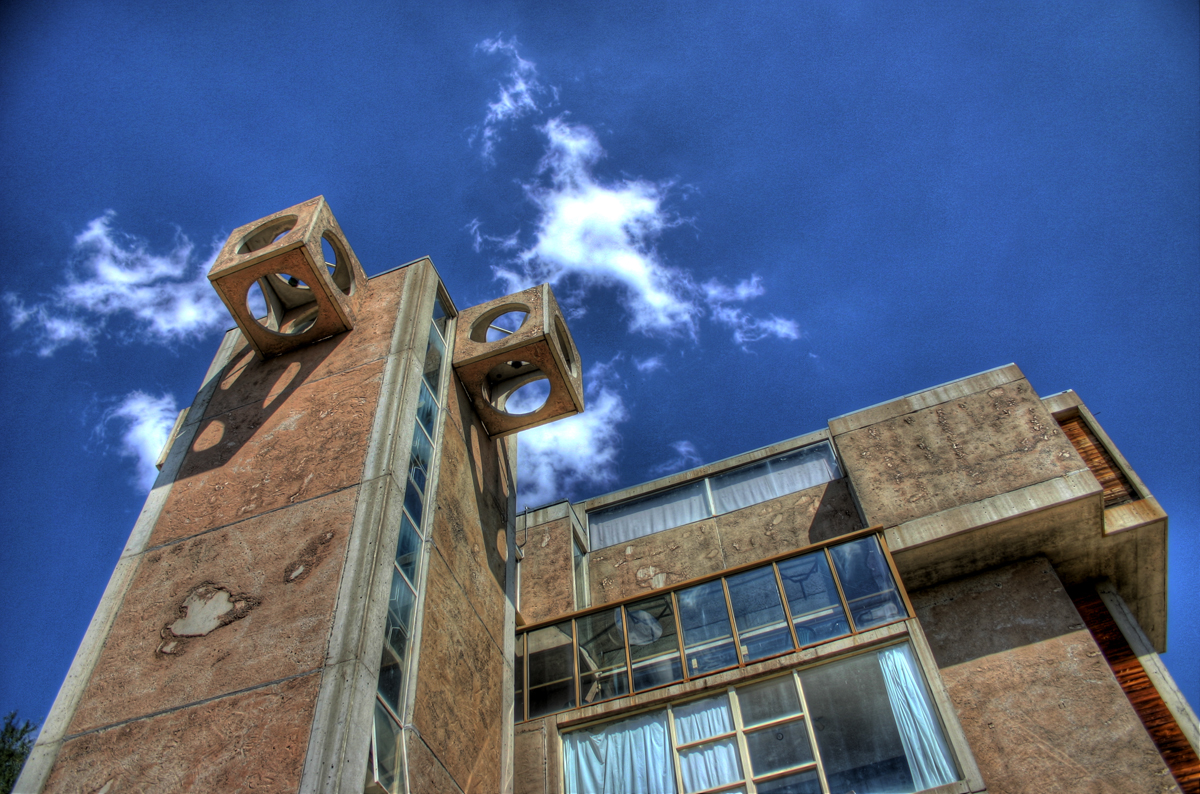
Tour Arcosanti.

Paolo Paolo Soleri a imaginé le concept d’arcologie (architecture + écologie). Ses idées remettent en question la notion d’environnement urbain, d'ailleurs, il prône un mode de vie en harmonie avec la nature. Ses idées relèvent de la science-fiction pourtant, un groupe a décidé de mettre cette cité prototype en place. D'ailleurs, Paolo Soleri disait qu’il voulait une implosion urbaine plutôt qu'une explosion.
A l'image des anciennes cités ouvrières, c'est la fondation qui finance les repas et les logements.
Les formes architecturales sont organiques, elles permettent de s'adapter au mieux au climat désertique dans lequel Arcosanti a été implanté (ombre/fraicheur). Le prototype de la ville a été imaginé sans voiture et les routes y sont inexistantes.

## Belgique

### Louvain-la-neuve (1968) - Michel Woitrin
La particularité de la ville de Louvain-la-Neuve, en Belgique, c'est la création d’une ville universitaire et non d'un campus. La commune de Louvain-la-neuve est gérée par l’université catholique de Louvain. La plupart des bâtiments sont donc la propriété de l’université.
La création d'une ville prévue avant tout pour les étudiants en créant une communauté particulière. Cette ville devient presque une ville fantôme les mois d'été comparé aux autres mois de l'année ou les étudiants ont cours.

## Inde

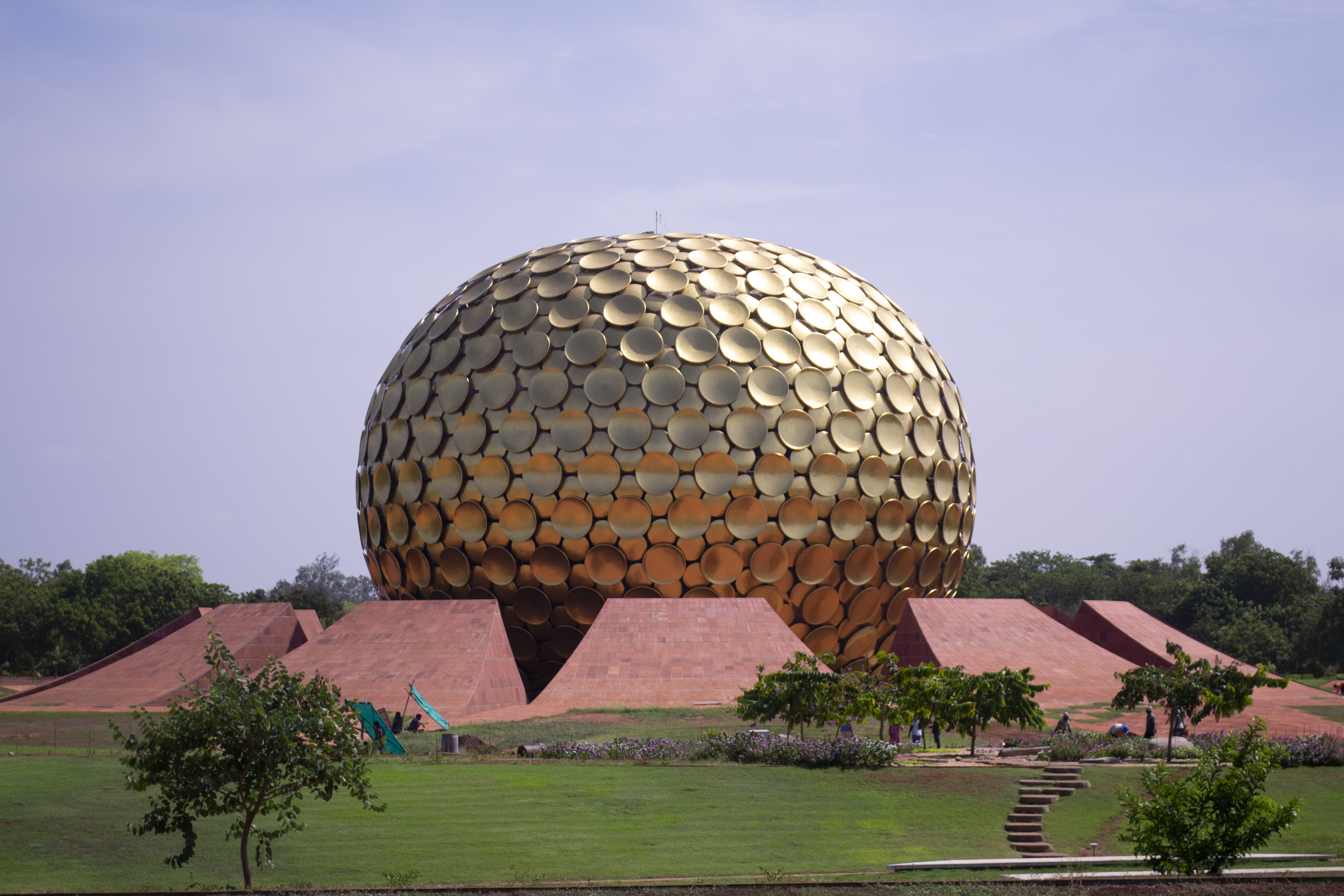
Matrimandir (Auroville).

### Auroville (1968) - Mirra Alfassa
Auroville est une ville imaginée par Mirra Alfassa, appelée « la mère ». Sa volonté était de créer une unité humaine sans religion ni politique. Aujourd'hui inscrite à l'ONU, cette ville indienne accueille plus de 80 nationalités différentes.
Tous les biens immobiliers y sont la propriété d'Auroville. Il n'y a pas de propriété privée, chacun « loue » son logement le temps qu'il habite  à Auroville. Ce concept est basé sur l'idée que cette ville appartient à tout le monde et à personne à la fois. C'est aussi une société qui se veut harmonieuse, avec une vie en communauté basée sur l'entraide et la liberté. L'école en est un très bon exemple : les enfants sont libres d'aller à l'école ou non et de s'inscrire aux examens.
Tous les mois, chaque habitant perçoit le même salaire (appelé allocation) qui permet de vivre simplement. Au sein de la ville des commerces permettent d'acheter les produits de première nécessité, mais rien n'est payant afin que chacun prenne uniquement ce dont il a besoin chaque jour.

## Mexique

### Los Horcones - (1971-1973) - B. F. Skinner
Los Horcones est une ville mexicaine dont les créateurs affirment qu'ils sont les seuls à suivre les idées de Thoreau dans Walden ou la vie sauvage. Leur société se base sur la coopération, le partage, la non-violence, l’équité et la durabilité écologique,.
Ils se basent sur le partage dans la communauté et s'inspire des idées dans Walden donc un retour aux sources. Pour faire fonctionner leur ville, ils produisent cependant du miel, du pain et d'autres denrées alimentaires, qu'ils vendent par la suite.

## Allemagne

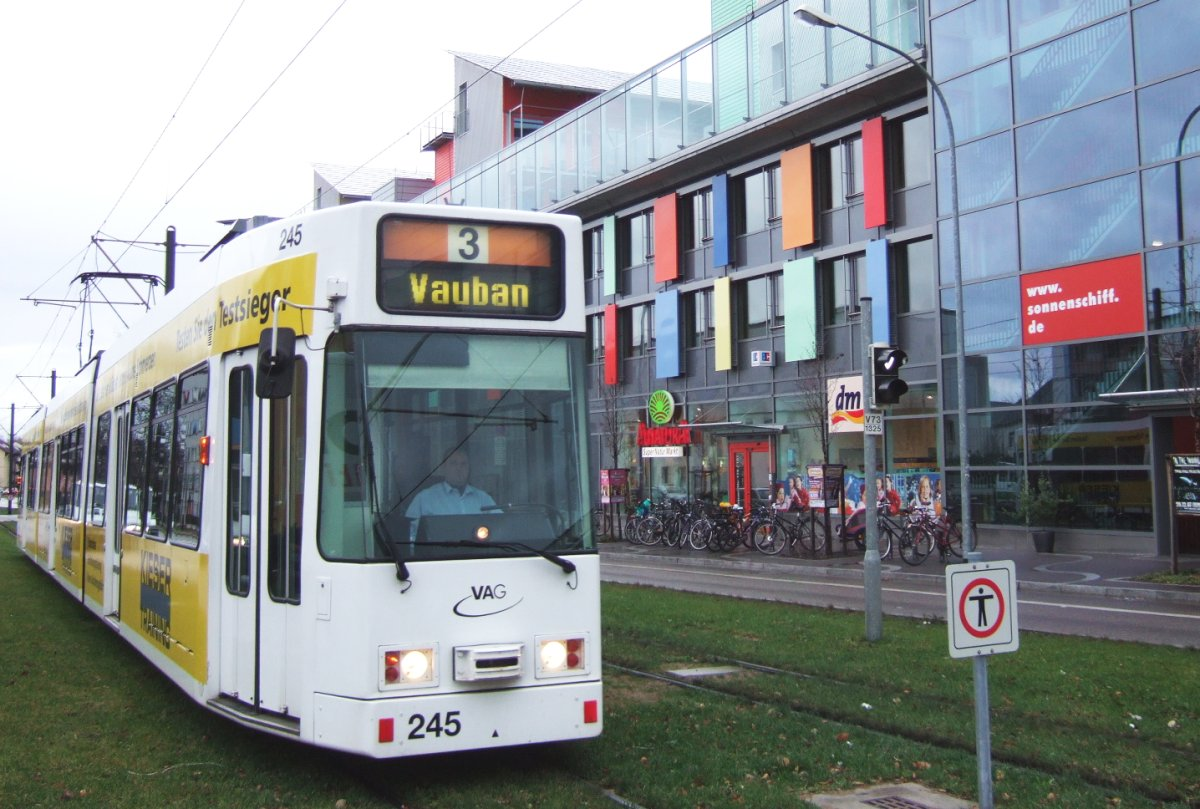
Écoquartier Vauban.

### Écoquartier Vauban, Fribourg (1995)
L'Écoquartier Vauban fut l'un des précurseurs, d'autres quartiers virent le jour plus tard. La particularité de ces espaces, c'est la création d'un système de logements qui, d'abord est autosuffisant en énergie et ensuite qui prône une ouverture au monde et un respect de la nature. Le quartier Vauban de Fribourg-en-Brisgau s'est implanté au sein d'une ancienne caserne en friche.
Au sein du quartier Vauban, les « Baugruppen » ou bien « communauté de construction » permettent de créer des relations de bon voisinage avant même l'emménagement, puisque les futurs habitants définissent ensemble les choses qu'ils souhaitent dans leurs futures habitations. Par ailleurs la fondation Vauban vient en aide aux personnes dans le besoin, elle leur propose des logements à faible coût en échange de petits travaux pour la communauté.
Les logements sont passifs ou positifs en énergie (consomment très peu voire produisent plus d'énergie qu'ils n'en consomment). Ce sont des habitations peu couteuses, grâce à de petites choses comme le chauffage aux copeaux de bois ou encore la gestion de l'eau de pluie. La végétation y est omniprésente.
C'est un quartier du type « courtes distances », il n'y a pas de voitures qui y circulent ou alors elles n'y restent que quelques minutes et roulent au pas. Des parkings sont prévus aux abords du quartier.

## Royaume-Uni

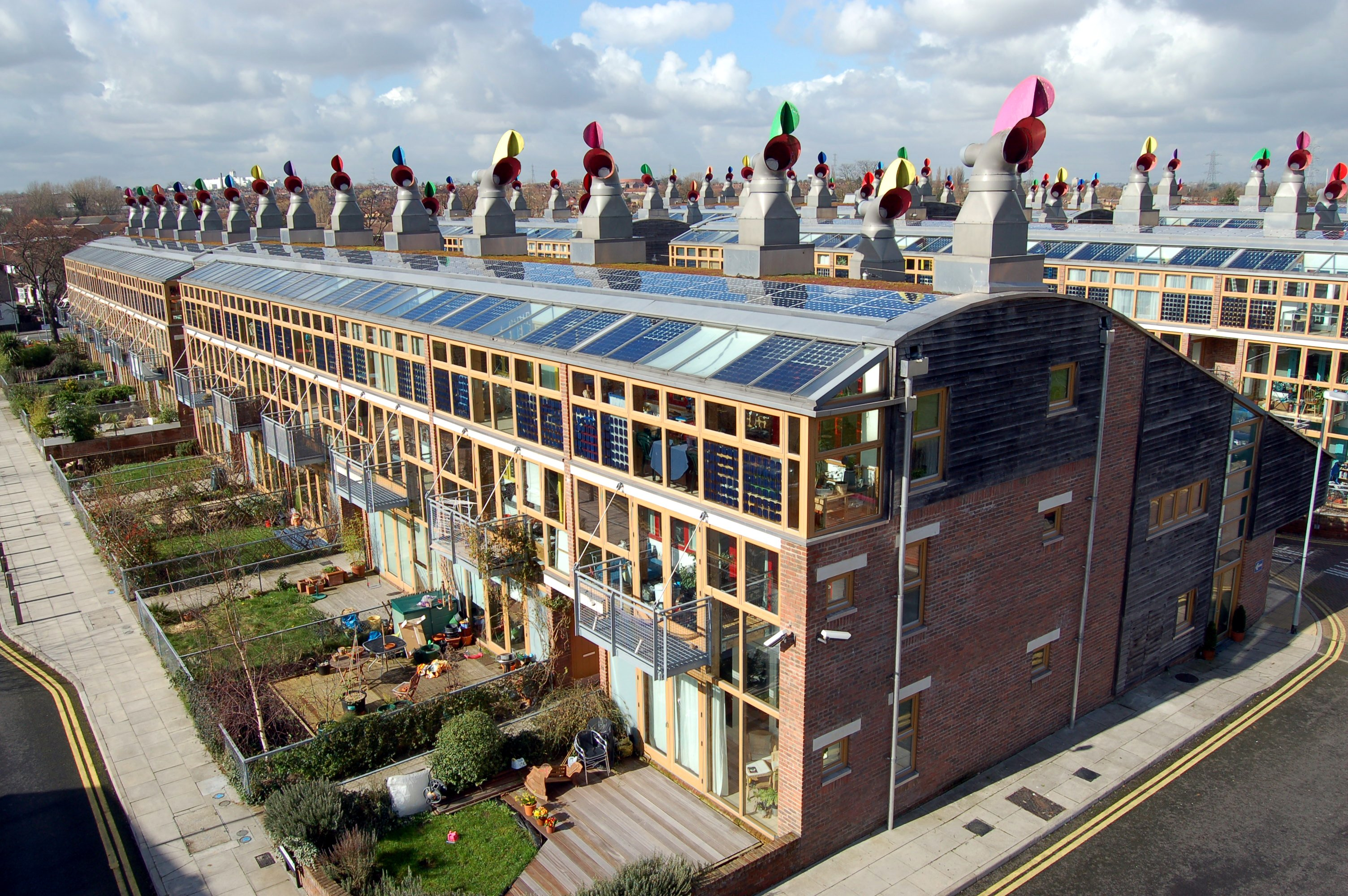
BedZED.

### BedZED, Londres (1996 - 2002) - Cabinet d’architectes Bill Dunster
BedZED est un écovillage, un îlot résidentiel construit au sud de Londres. C’est le premier quartier résidentiel de ce type à avoir vu le jour au Royaume-Uni. BedZed se base sur le principe d’un apport neutre en carbone.
L'écoquartier est accessible à tous, puisque les logements sont à la fois à la vente et à la location. Donc les familles aisées comme modestes sont les bienvenues, ce qui crée une mixité sociale. La qualité de vie y est très bonne, avec tous les avantages de la vie en ville. Les espaces publics permettent de créer une vraie vie de communauté au sein du quartier et  les espaces plus privés sont aménagés en fonction des goûts de chacun grâce à des passerelles et de petits jardins privatifs. Tout est prévu pour que la vie soit plus facile dans le quartier avec notamment quelques petits commerces de proximité.
Au BedZed, il y a des alternatives pour les transports afin d'utiliser le moins possible la voiture, c'est aussi un quartier de courtes distances.

## Maroc

### Zenata (2006-2020) - Société d’aménagement de Zenata (SAZ)
Zenata est une des premières éco-cité du Maroc. Elle a pour but de proposer des services qui vont permettre la création d’emplois pour les classes moyennes. Le projet cherche à hisser Casablanca au rang de métropole mondiale. En effet Casablanca souffre d’une pénurie de logements, de services et d’équipements pour les classes moyennes, c’est pour répondre à ce problème que le Maroc a lancé un programme de création d’une quinzaine de villes nouvelles.
Zenata favorise l'entraide dans la ville et veut créer une communauté pour les classes moyennes. Au Maroc, la tradition veut que les places soient de véritables lieux de vies et de réunion dans la ville, Zenata respecte la spécificité du pays. Un tiers des espaces sont prévus comme des espaces verts.
La ville propose aussi des transports en commun dans la ville.

## Emirats Arabes Unis

### Masdar City (2006 - 2030)
Masdar City est une écocité expérimentale en construction, devant être achevée en 2030 à Abou Dabi. Masdar signifie en arabe « source ». Son objectif est de devenir une ville pionnière dans l'énergie renouvelable et la transition énergétique. Pourtant, beaucoup d'observateurs sont sceptiques et pensent que la réalisation du projet ne sera jamais terminée.
C'est une ville qui a pour but de devenir autosuffisante en énergie. Elle veut notamment donner l'exemple et lutter contre la surpopulation de la ville d'Abou Dabi. Son concepteur, Norman Foster, a créé une architecture qui s'inspire de courbes organiques avec de petites ouvertures qui font références aux moucharabiehs dans les pays du Maghreb.

## Corée du Sud

### Gwanggyo City Center (2011) - Cabinet d’archi MVRDV
Le concept du projet Gwanggyo est plutôt simple : créer une ville verte dans laquelle les habitants circuleront facilement. Pour cela, le cabinet d'architecte MVRDV a imaginé un projet original avec de grandes tours végétales qui s'inspirent des collines et de la végétation coréenne.
Chaque habitation a son propre espace privé avec un balcon végétal. Les tours les plus hautes sont prévues pour les logements et les tours les plus basses pour les commodités, les commerces, etc. Les anneaux qui se superposent pour créer les tours permettent une circulation plus facile entre les tours et donc dans la ville.
La ville, implantée près d'un lac, doit permettre de préserver les vallées alentour envahies par les constructions. Les architectes ont proposé un projet qui s'inspire de la nature environnante avec de grandes tours vertes végétalisées. Cette végétation permet aussi d'améliorer la circulation de l'air.
Dans ce projet, les routes sont quasi inexistantes du moins dans la ville. Ils préconisent plutôt les transports en commun.

## Chine

### Liuzhou Forest City (2017- en construction) - Stefano Boeri
Liuzhou Forest City, œuvre de Stefano Boeri, est une ville entièrement végétalisée implantée aux abords d'une rivière. L’idée de l’architecte est de créer une ville-forêt qui permettrait d’absorber 10 000 tonnes de CO2 par an, ceci en produisant 900 tonnes d’oxygène.
C'est une ville qui a la particularité d'être entièrement végétale avec des habitations recouvertes de plantation. L'utilisation des énergies géothermiques et des panneaux photovoltaïques permet aussi de créer une ville autosuffisante.
Liuzhou propose un système de transports à rail qui permet de se rendre dans les grandes villes avoisinantes. Cependant, des axes autoroutiers sont toujours présents.